# جاي إيرلي
جاي إيرلي (بالإنجليزية: Jay Earley)‏ هو عالم حاسوب وعالم نفس ومهندس أمريكي، ولد في 1944 في الولايات المتحدة.